# Franky Goes to Hollywood
Para el grupo musical véase Frankie Goes to Hollywood
Franky Goes to Hollywood es un cortometraje de 1999 dirigido por Brendan Kelly.

## Sinopsis
Videos de dos a tres minutos realizados por (en ese entonces) jóvenes realizadores.
Franky es el perro del comienzo de Armageddon que cae dentro del agujero del meteorito. El corto es acerca de la travesía del perro hacia la película, dándole una paliza a Godzilla y conociendo actores famosos como Bruce Willis.